# Звънче (шпионка)
Звънче /шпионка/ – е термин, който означава сигнализатор на кълването на рибата. Използва се при риболов на тежко. Обикновено се поставя на основното влакно на риболовна линия.